# Liochthonius fimbriatissimus
Liochthonius fimbriatissimus är en kvalsterart som beskrevs av Hammer 1962. Liochthonius fimbriatissimus ingår i släktet Liochthonius och familjen Brachychthoniidae. Inga underarter finns listade i Catalogue of Life.